# Rev (Ten Foot Pole)
Rev è il secondo album studio del gruppo pop punk statunitense Ten Foot Pole, pubblicato il 27 settembre 1994 su Epitaph Records. Si tratta dell'ultimo album con il cantante Scott Radinsky, prima che questo fosse costretto a lasciare la band per i suoi impegni nel baseball professionistico.

## Tracce
1. Never Look Back – 2:20
2. My Wall – 2:50
3. Old Man – 3:44
4. Fade Away – 3:11
5. World's Best Dad – 2:14
6. Co-Song – 1:43
7. Closer To Grey – 3:08
8. Final Hours – 3:35
9. Muffled – 3:05
10. Broken Bubble – 2:34
11. Dying Duck In A Thunderstorm – 3:19
12. Think Of Tomorrow – 2:22
13. Pete's Farm – 0:57

## Crediti[2]
- Scott Radinsky - voce
- Dennis Jagard - chitarra
- John Baffa - percussioni in My Wall e Dying Duck In A Thunderstorm
- Sally Browder - produttore, ingegnere del suono
- Ten Foot Pole - produttore